# Gymnopleurus bombayensis
Gymnopleurus bombayensis là một loài bọ cánh cứng trong họ Bọ hung (Scarabaeidae).